# Phoenixhof

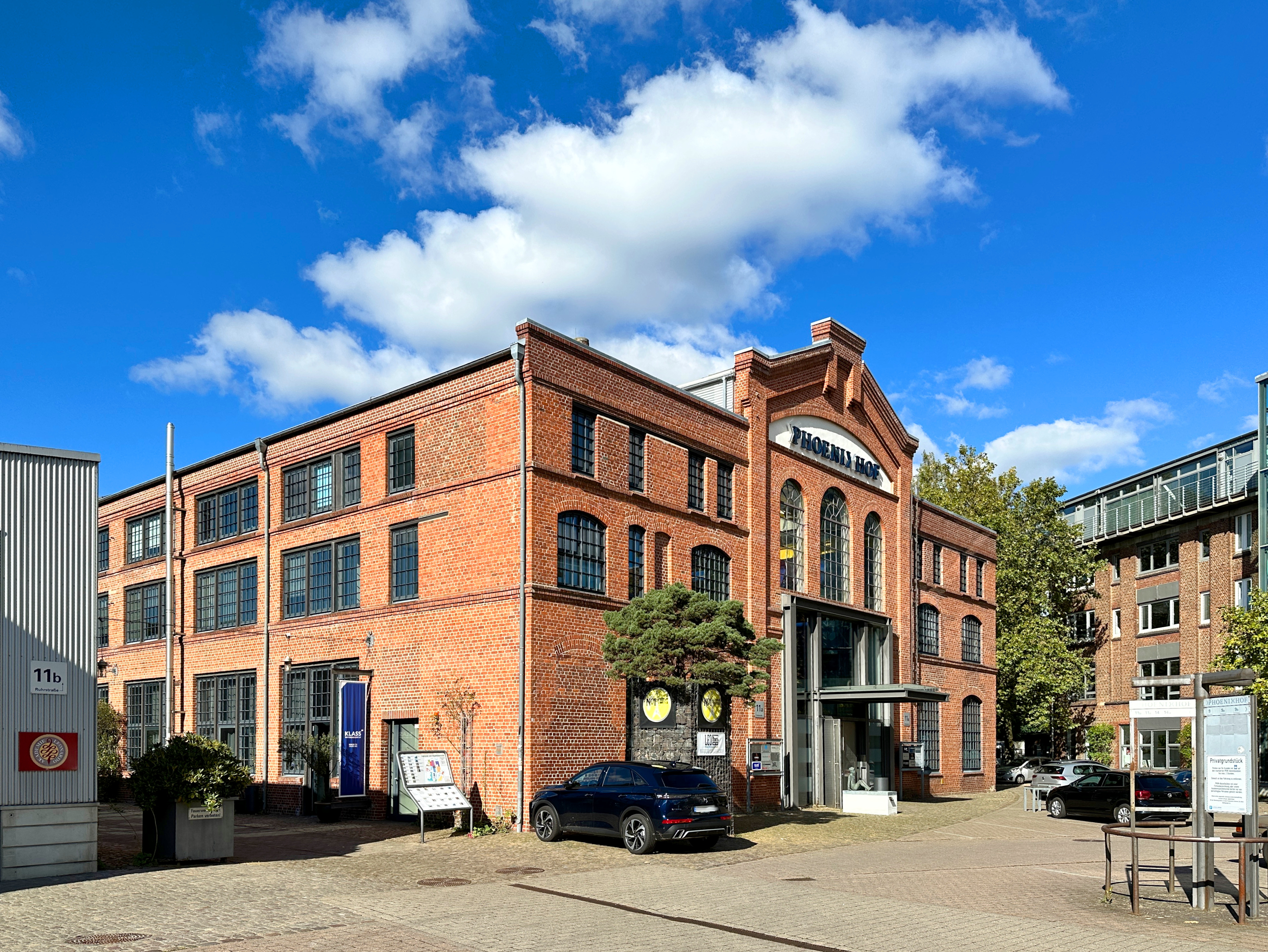
Phoenixhof (2024)

Der Phoenixhof ist ein Gelände mit mehreren Gebäuden des ehemaligen Ottensener Eisenwerks im Hamburger Stadtteil Bahrenfeld. Die Gebäude werden von den Straßen Stahltwiete, Ruhrstraße und Bahrenfelder Steindamm umschlossen.

## Geschichte
Beim Phoenixhof handelt es sich um das ehemalige Ottensener Eisenwerk. Dieses wurde 1880 von den Belgiern Pommeé & Nicolas gegründet. Das Fabrikgebäude wurde 1902 vom Architekten Johann F. Beyerstedt entworfen. 1915 wurde das Gelände von der Ottensener Eisenwerk AG erworben, die dort Schiffsmaschinen produzierte. Das Gelände überstand den Zweiten Weltkrieg fast unbeschadet.
Die Besitzer wechselten bis in die 1970er Jahre. 1978 erwarb die Essen KG das Gelände und begann im Jahr 1993 mit dem Umbau des Gebäudes unter Leitung der Architekten Niels Otzen und Dirk Heubel. Den Namen Phoenixhof bekam das Gelände im Jahr 1996. 1997 wurde die Phoenixhalle 1 eröffnet und von der AIV Hamburg als Gebäude des Jahres ausgezeichnet. Die Räume lassen sich für unterschiedliche Zwecke (bspw. Büros, Ateliers, Restaurants und Showrooms) anmieten.